# Manane Rodríguez
María del Carmen Rodríguez, conocida como Manane Rodríguez (Montevideo, 1954o 1955) es una directora, guionista y productora de cine nacida en Uruguay. Su carrera cinematográfica se desarrolla en España.Las dictaduras de Argentina y Uruguay marcaron la juventud de la directora y están presentes en su filmografía.

## Biografía
Nacida en 1994 o 1955 en Montevideo se exilió de Uruguay durante el auge de la dictadura que se vivió en el país entre 1973 y 1985. Algunas de sus amigas y compañeras fueron detenidas, encarceladas, torturadas y violadas sistemáticamente por los militares.Afincada en España desde 1977, estudió dirección cinematográfica en el Taller de Artes Imaginarias en Madrid. Trabajó en diversos programas de TVE 1987-1990 “El Mirador” (TVE2) (Informativo cultural de emisión diaria. Redactora / Guionista. “¿Pero esto qué es? (TVE1). Participó como encargada de vestuario en películas de Carlos Serrano, Julio Sánchez Valdés y Luis G. Berlanga. En 1990 dirigió su primer cortometraje de ficción, ‘Juego de café’ basado en un cuento de Mario Benedetti. En 1994 fundó en A Coruña, junto a Xavier Bermúdez y Luis Fernández, la productora Xamalú Films. En 1996 dirigió su primer largometraje, “Retrato de mujer con hombre al fondo”

### Agresiones sexuales durante la dictadura de Uruguay
En 2016 estrenó Migas de pan, su quinto largometraje de ficción, un retrato sobre la represión de la dictadura uruguaya sobre las mujeres, detenidas y sistemáticamente violadas. La película refleja la historia real de Liliana Pereira. En octubre de 2011, 28 mujeres uruguayas denunciaron a ocho exmilitares por delitos de tortura y violación durante la dictadura, siendo la primera vez que los delitos sexuales cometidos durante este periodo se presentaron como de lesa humanidad. Fue la primera película que Manane rodó en Uruguay y fue propuesta por este país como película de habla no inglesa en los Oscar.La película también fue candidata a los Premios Goya con 16 candidaturas.
En 2017 el Festival de Cine de Madrid reconoció la labor de la directora.

## Filmografía
- Juego de café (1990) cortometraje de ficción
- Premio del público al cortometraje `Golpe a Golpe´, Festival de Cine de Mujeres (Madrid 1992).
- Rara Avis (1994) documental en formato cortometraje
- “Retrato de mujer con hombre al fondo” (1996) largometraje
- Nena (1997)
- Los pasos perdidos (2001) coproducción con Argentina
- “Un ajuste de cuentas” (2009)
- Un cuento para Olivia (2006)
- Un ajuste de cuentas (2009)
- Memorias rotas (2009) documental largometraje
- Vidas virtuales (2010) documental
- Memorias rotas (2011)
- “Migas de Pan” (2016)

## Premios y reconocimientos
- Premio Luís Buñuel de Cinematografía (1990) por el cortometraje `Juego de café´,
- “Retrato de mujer con hombre al fondo” (1996) Premio Opera Prima en el Festival de Peñíscola
- ”Los pasos perdidos” (2001), Mención Especial del Jurado de la Prensa Internacional (FIPRESCI) en la SEMINCI (Valladolid), el Premio Especial Cinespaña en el Festival de Toulouse y la Targa de Plata y el Premio del Público en el Festival Internacional de Cine De Turín.
- “Migas de pan” (2016) presentada en el Festival des Films du Monde de Montréal y Seleccionada para representar a Uruguay en los Premios Oscar.